# 尤格·纽安斯曲旺德

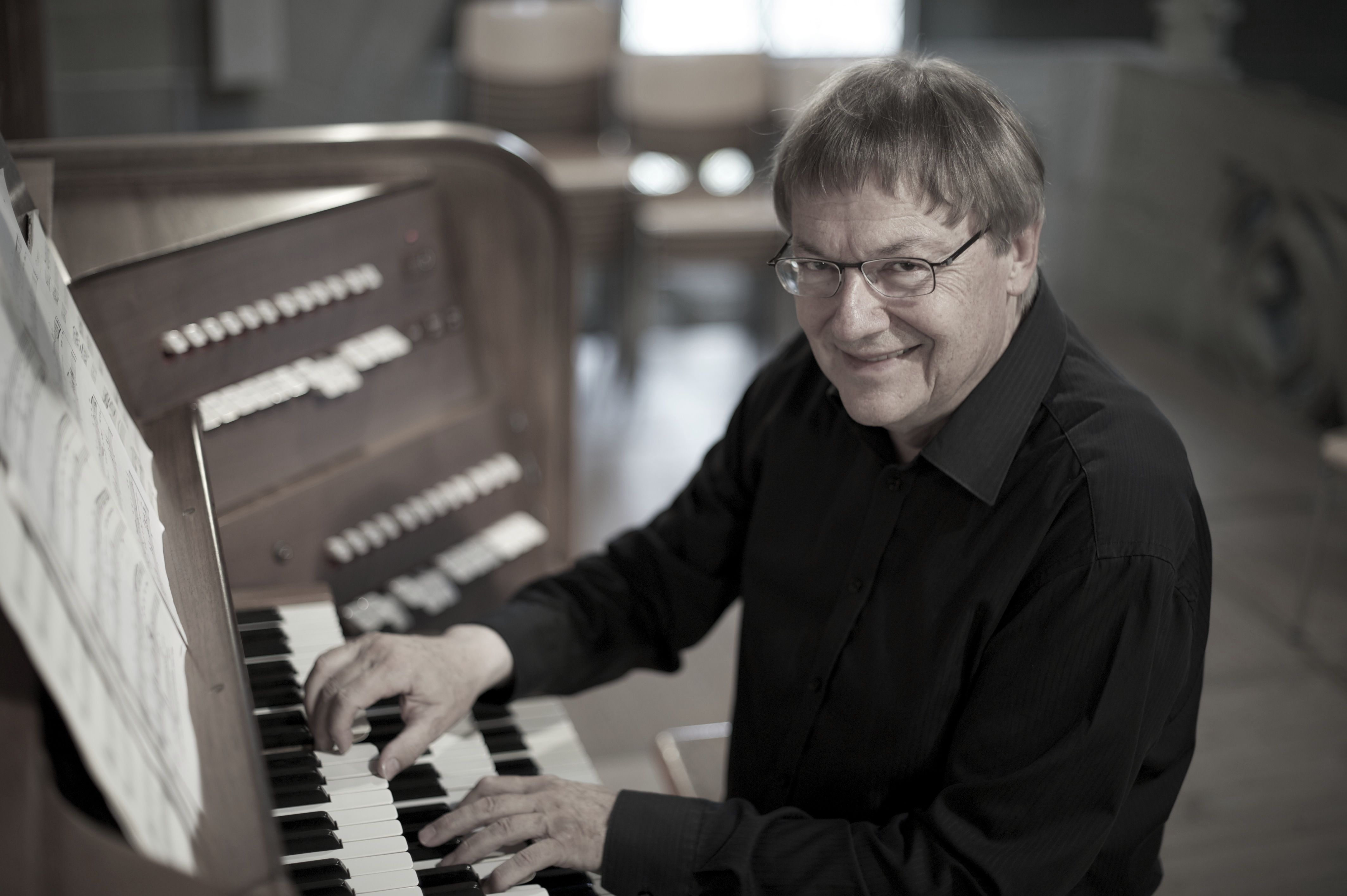
2012年的尤格·纽安斯曲旺德

尤格·纽安斯曲旺德（德語：Jürg Neuenschwander，1947年1月14日—2014年3月23日），是一名瑞士的活动家和音乐家。他在瑞士广播DRS长期工作。
2014年3月23日，他因脑出血去世，享年67岁。